# Südafrikanische Basketballnationalmannschaft
Die südafrikanische Basketballnationalmannschaft der Herren vertritt Südafrika bei Basketball-Länderspielen. Wegen der Apartheid-Politik konnte der südafrikanische Verband lange Zeit nicht Mitglied des Weltverbandes FIBA werden. Nach dem Ende der Rassentrennung 1992 wurde der Verband Mitglied der internationalen Verbände und die Auswahl der Herren konnte sich 1995 erstmals für eine kontinentale Endrunde der Basketball-Afrikameisterschaften qualifizieren.
In den folgenden Jahren stand man im südlichen Afrika im Schatten der dominierenden afrikanischen Nationalmannschaft aus Angola. Zusammen mit der mosambikanischen Auswahl des Nachbarlandes belegte man meist die hinteren Plätze der Endrunde. Die beste Platzierung war der neunte Platz bei der Afrikameisterschaft 2003, bei der man aber immer noch weit von einer Qualifikation für eine globale Endrunde entfernt war.
Nach acht Endrundenteilnahmen in Folge konnte sich die südafrikanische Auswahl für die Afrikameisterschaft 2013 nicht mehr qualifizieren und erhielt auch vom Kontinentalverband FIBA Afrika keinen Startplatz in Form einer „Wildcard“.

## Abschneiden bei internationalen Wettbewerben

### Weltmeisterschaften
- noch nie qualifiziert

### Olympische Spiele
- noch nie qualifiziert

### Afrikameisterschaften
bis 1991 – nicht teilgenommen
- 1993 – nicht qualifiziert
- 1995 – nicht qualifiziert
- 1997 – 9. Platz
- 1999 – 12. Platz
- 2001 – 12. Platz
- 2003 – 9. Platz
- 2005 – 12. Platz
- 2007 – 13. Platz
- 2009 – 15. Platz
- 2011 – 14. Platz
- 2013 – nicht qualifiziert
- 2015 – nicht qualifiziert
- 2017 – 15. Platz
- 2021 – nicht qualifiziert